# Matjaž Zanoškar
Matjaž Zanoškar, slovenski politik in organizator dela, * 9. oktober 1951.
Bil je poslanec 6. državnega zbora Republike Slovenije (2011-14); s potrditvijo poslanskega mandata mu je avtomatično prenehala funkcija župana Mestne občine Slovenj Gradec. Komisija za preprečevanje korupcije (KPK) je 22.1.2014 ugotovila koruptivno ravnanje občine Slovenj Gradec v času, ko jo je še vodil kot župan .

## Življenjepis

### Državni zbor
2008-2011
V času 5. državnega zbora Republike Slovenije, član Demokratične stranke upokojencev Slovenije, je bil član naslednjih delovnih teles:
- Odbor za Odbor za lokalno samoupravo in regionalni razvoj (član)
- Komisija za nadzor javnih financ (član)
- Odbor za visoko šolstvo, znanost in tehnološki razvoj (podpredsednik)

Na državnozborskih volitvah leta 2011 je kandidiral na listi Pozitivne Slovenije.